# Língua sokoro
Sokoro é uma língua  afro-asiáticas falada por cerca de 5 mil pessoas no Chade central., principalmente no Cantão Gogmi, a oeste da cidade de Melfi (ملفي), no sul da região de Guéra. Os falantes constituem a maioria da população de Cantão Gogmi em Melfi (Chade).

## Escrita
A língua Sokoro usa a forma própria do alfabeto latino sem as letras C, F, H, J, Q, V, X, Z
Usam-se as formas: é, ə, ɗ, mb, ŋ/ṇ - as formas duplas da 5 vogais também são usadas.